# Ángeles de arrabal
Ángeles de arrabal es una película de crimen mexicana de 1949 dirigida por Raúl de Anda y protagonizada por Sofía Álvarez, David Silva y Carlos López Moctezuma.

## Argumento
Un ladrón comete varias fechorías y, para despistar a la policía, guarda joyas en la casa de una joven, a quien seduce para evitar que descubra el robo.

## Reparto
- Sofía Álvarez como Lupe «La Tapatía».
- David Silva como Juan Martínez «El Nene».
- Carlos López Moctezuma como Comandante Pepe Morán.
- Carmelita González as Dolores Gómez «Lolita» (como Carmen González).
- Víctor Parra como Manuel Sánchez «El Suavecito».
- Sara Montes como Lucha.
- José Elías Moreno como El aguador.
- Gregorio Acosta como Cliente de cabaret (no acreditado).
- Julia Alonso como Cabaretera que habla por teléfono (no acreditada).
- Gloria Cansino como Enfermera (no acreditada).
- Alfonso Carti como Policía (no acreditado).
- Jorge Chesterking como Cliente de cabaret (no acreditado).
- Manuel de la Vega como El 27, agente de policía (no acreditado).
- José Escanero como Custodio (no acreditado).
- Magdalena Estrada como Cabaretera (no acreditada).
- Amalia Gama como Panchita (no acreditada).
- Pascual García Peña (no acreditado).
- Beatriz Jimeno como Enfermera amargada (no acreditado).
- Araceli Julián como Cantante (no acreditado).
- Francisco Llopis como Don Ramón (no acreditado).
- Carmen Manzano como Cabaretera (no acreditada).
- Pepe Martínez como Sr. Glad (no acreditado).
- José Muñoz como Don Miguel (no acreditado).
- Pepe Nava como Flaco (no acreditado).
- Gonzalo Ruiz (no acreditado).
- Raquel Téllez Girón como La negra, encargada de cabaret (no acreditada).

## Producción
Carmelita González luego recordó que durante el rodaje de la película, cuando su personaje y el de David Silva tenían que rodar una escena de amor, el director Raúl de Anda quiso que hicieran la toma cerca de una cama, pero Silva se negó, diciendo «de ninguna manera, con Carmelita no»; finalmente, en la escena solo se ve un beso y el personaje de Silva abre la puerta de una recámara para que se vea una cama, «pero nada más, para que no fuera tan notorio lo que pasaba».